# (34515) 2000 SD182
2000 SD182 (asteroide 34515) é um asteroide da cintura principal. Possui uma excentricidade de 0.23608590 e uma inclinação de 9.08852º.
Este asteroide foi descoberto no dia 20 de setembro de 2000 por LINEAR em Socorro.